# F.W. Hollming Oy
F.W. Hollming Oy var ett finländskt varvsföretag i Raumo.
Företaget grundades 1922 av sjökaptenen Filip Hollming på Björkö landskommun i Finland för sjöspedition. År 1945 efter Mellanfreden i Moskva 1944 efter Fortsättningskriget ändrades inriktningen, genom att ett träbåtsvarv byggdes upp i Raumo för att bygga krigsskadeståndsskonare till Sovjetunionen. Staten planerade då att dra igång storskalig tillverkning i det nya Oy Laivateollisuus Ab i Åbo, men mer produktionskapacitet behövdes. Åren 1946–1952 byggdes 34 skonare och 15 trålare till Sovjetunionen i Raumo.
Från 1950-talet ställde varvet om till produktion av fartyg i svetsat stål. Varvet byggde pråmar, bogserbåtar och minsvepare samt var också ett reparationsvarv.
Från 1968 utvecklade företaget roderpropellern som ett av de första företagen i världen, med varunamnet "Aquamaster". Denna produktion har senare fortsatt i Rauma inom först Rolls-Royce Commercial Marine och senare från 2019 Kongsberg Maritime.
Hollmings varv slogs samman 1991 med det andra stora verkstadsföretaget i Raumo, Rauma-Repola, till Finnyards. Detta blev 1998 en del av först norska Aker Finnyards och 2008 av sydkoreanska STX Finland. Varvet i Raumo lades ner och såldes i mars 2014 till Raumo stad. Fartygsbyggande återupptogs därefter inom det nybildade Rauma Marine Constructions.

## Byggda fartyg i urval
- Krigsskadeståndsskonare, 1945–1952
- M/S Muikki, 1969
- M/S Jehander 1, 1970
- Sveaborgsfärjan M/S Ehrensvärd, 1978
- Fem transportbåtar för Finlands marin, 1979–1981
- Fyra robotbåtar av Rauma-klass för Finlands marin, 1990–1992
- Bilfärjan Sterna, 1992

## Bildgalleri

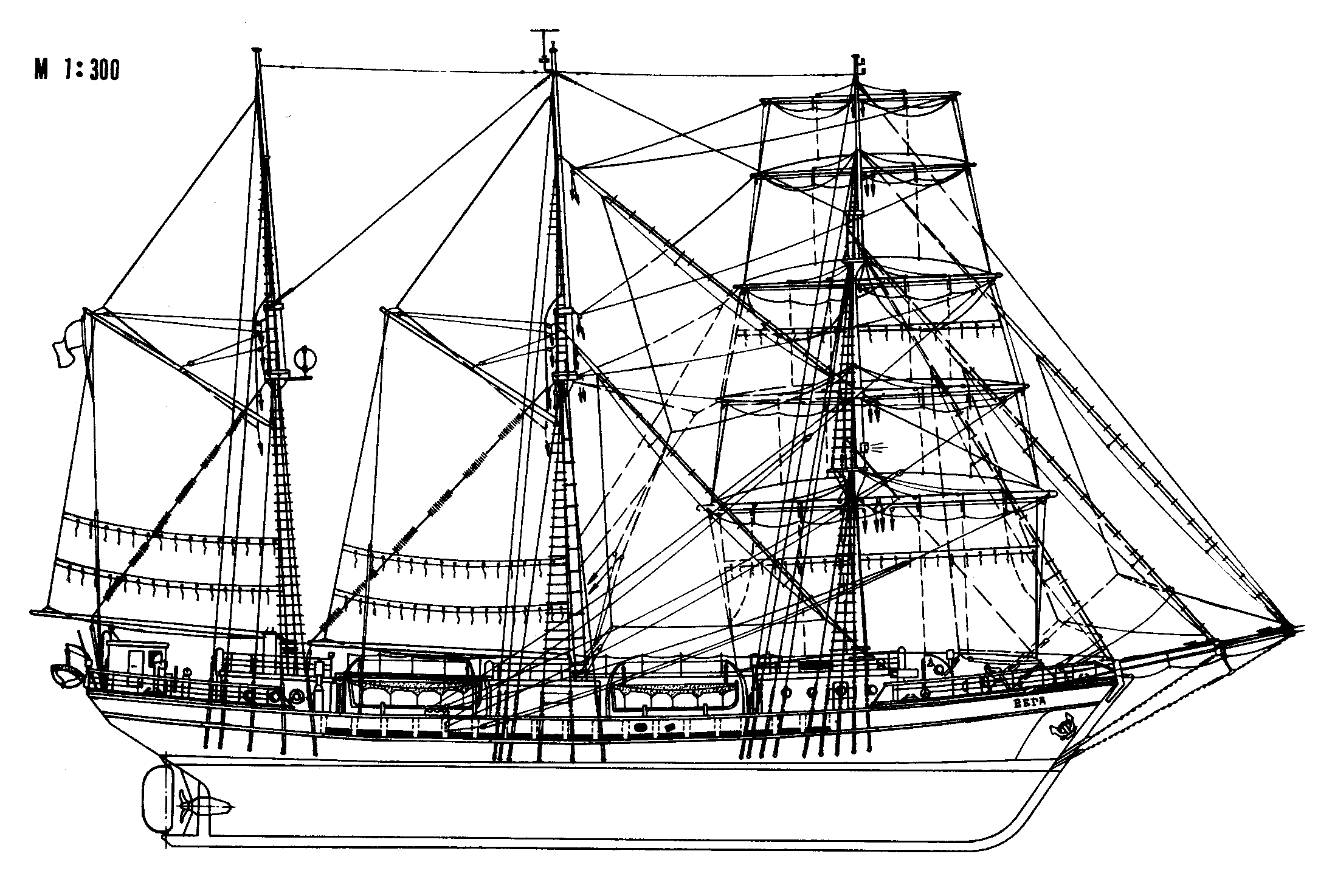
Krigsskadeståndsskonare
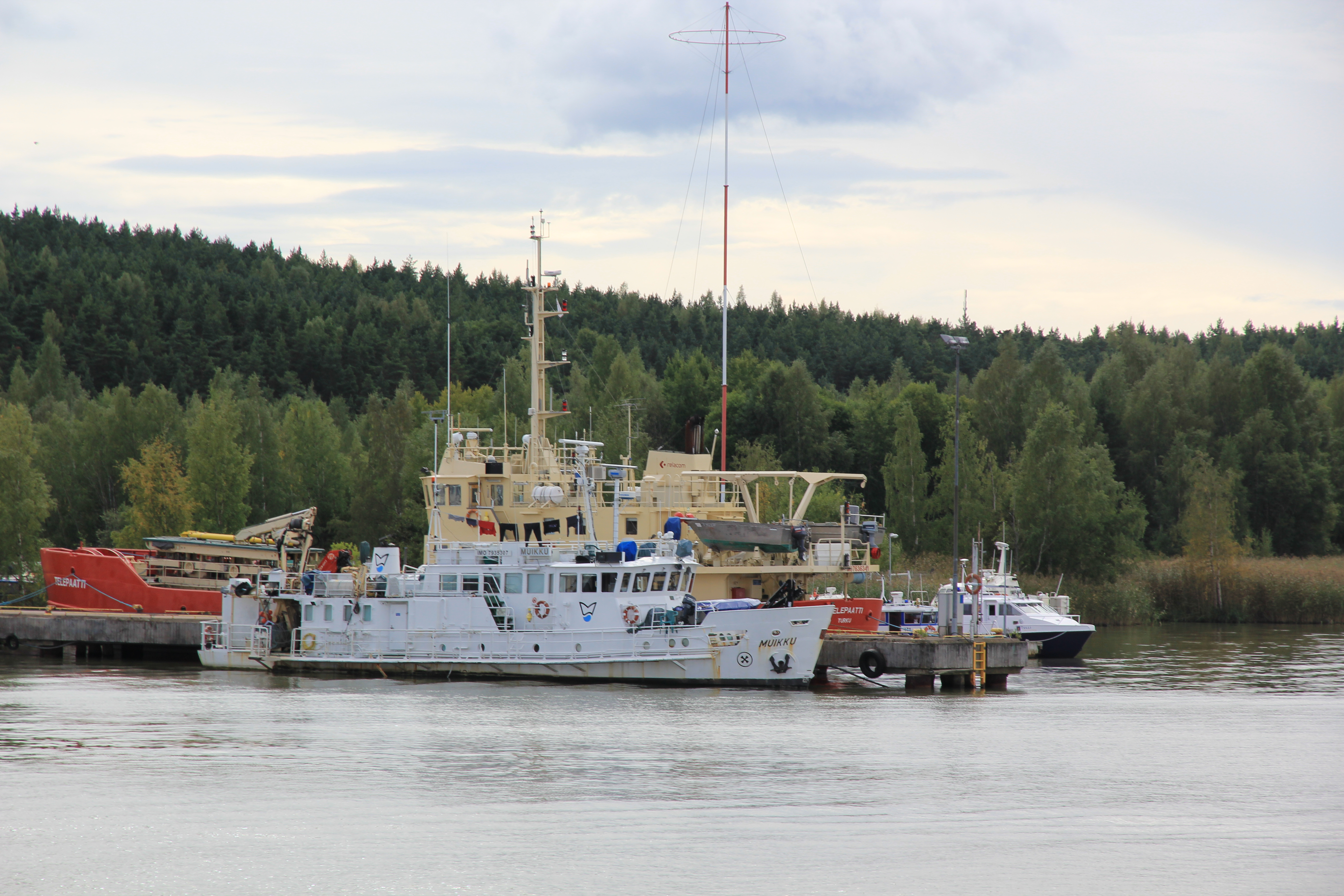
M/S Muikki i Åbo, 2012
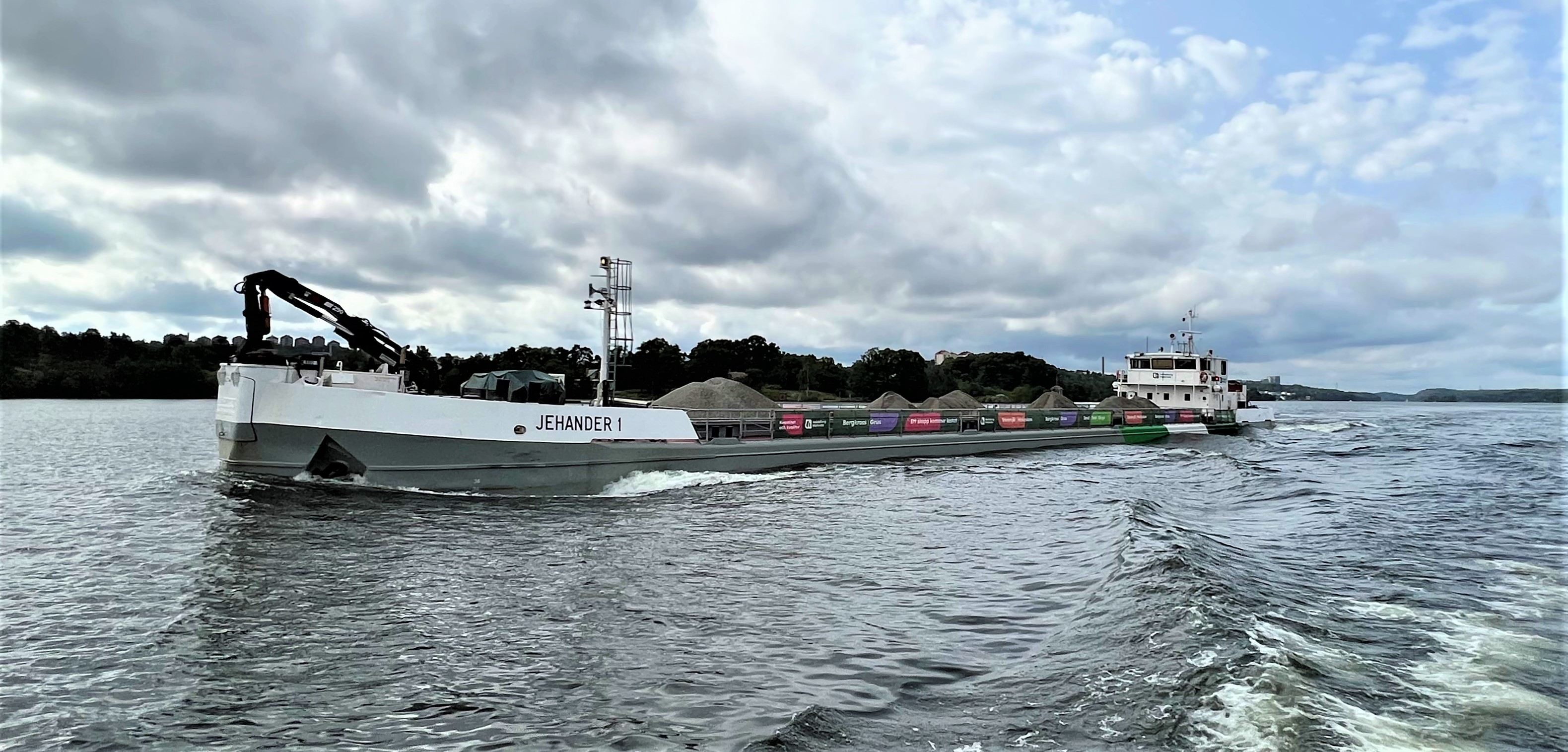
M/S Jehander 1 i Mälaren i Stockholm, 2023
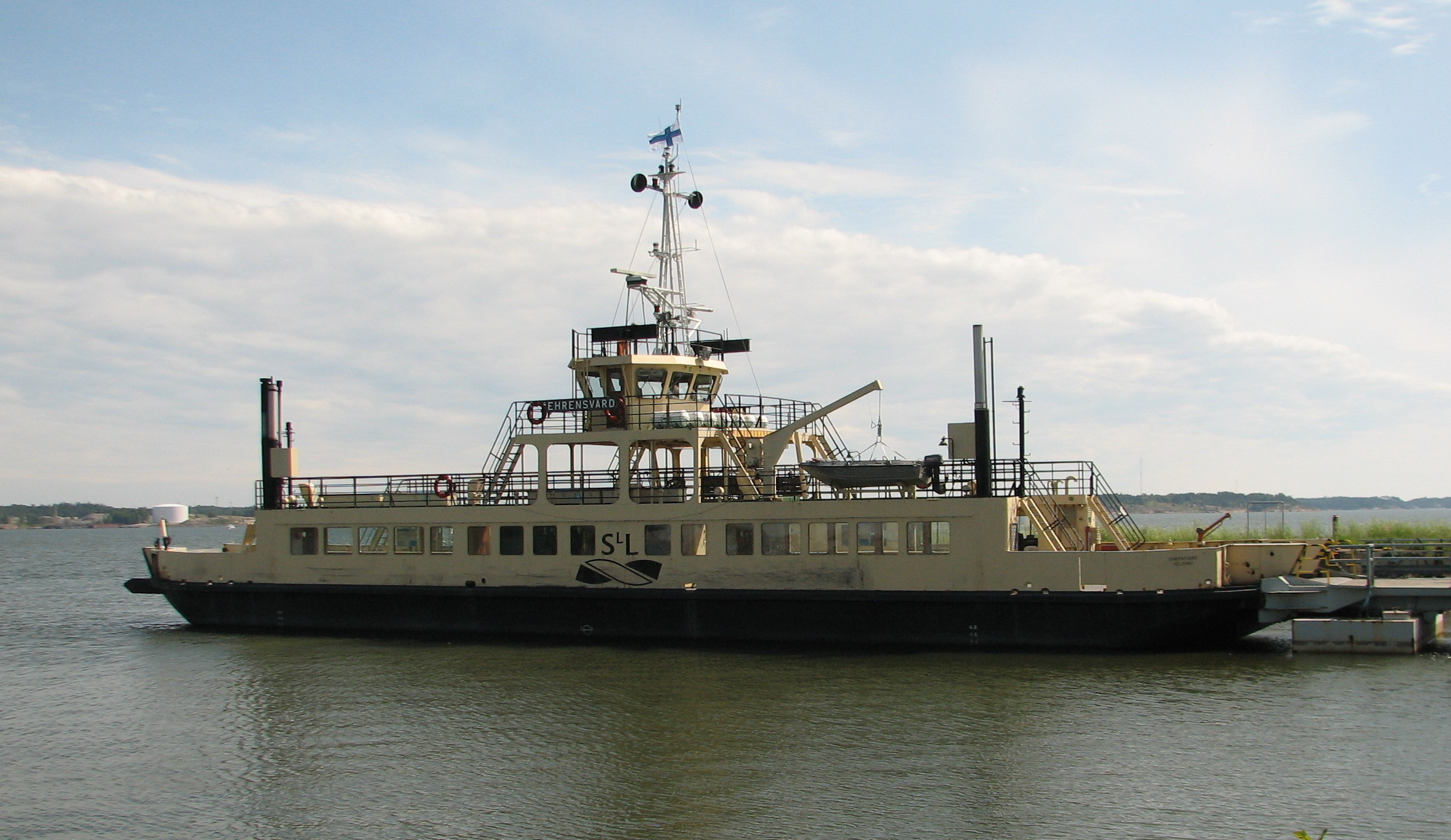
M/S Ehrensvärd
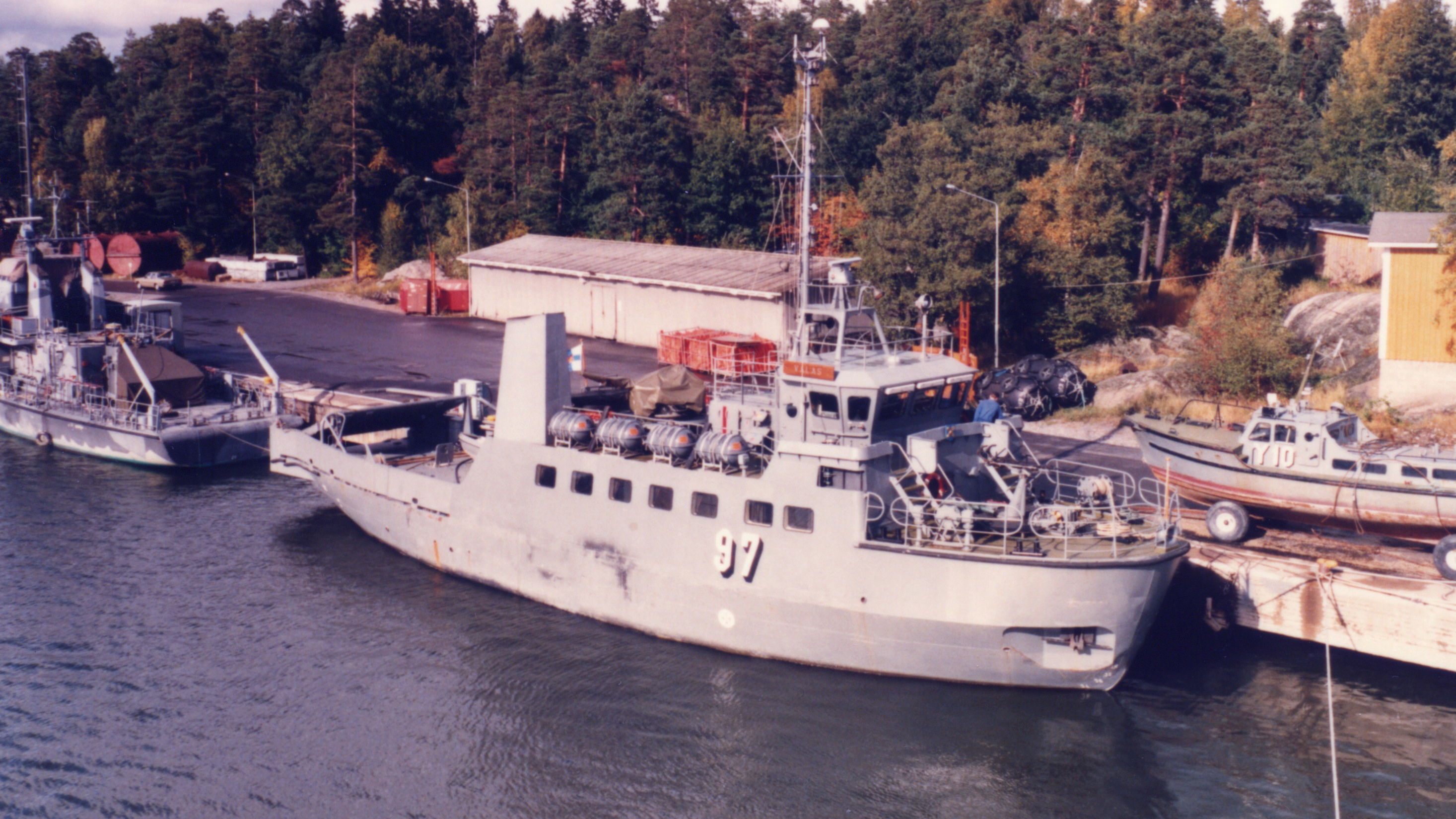
FNS Valas
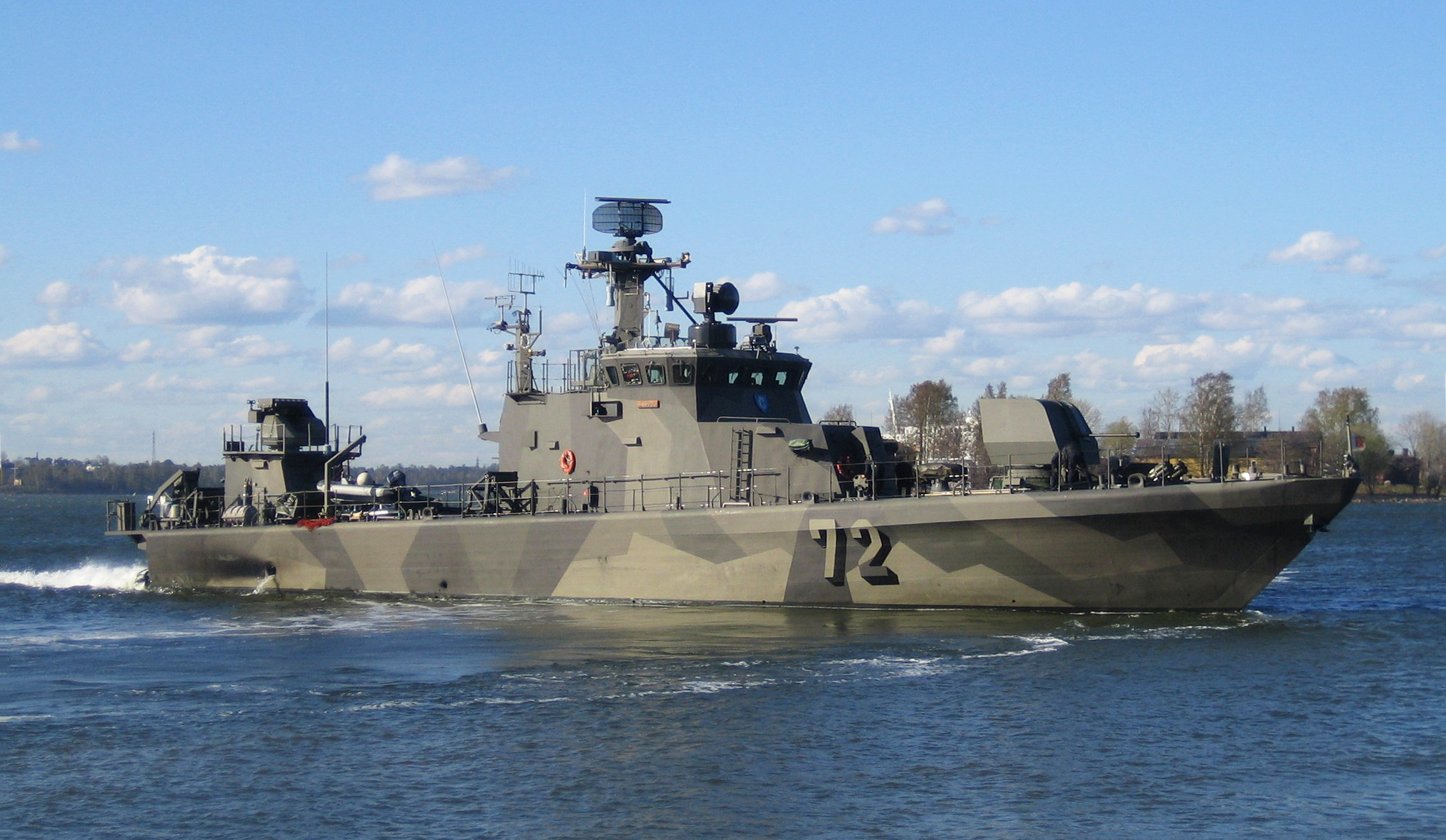
Robotbåten Porvoo
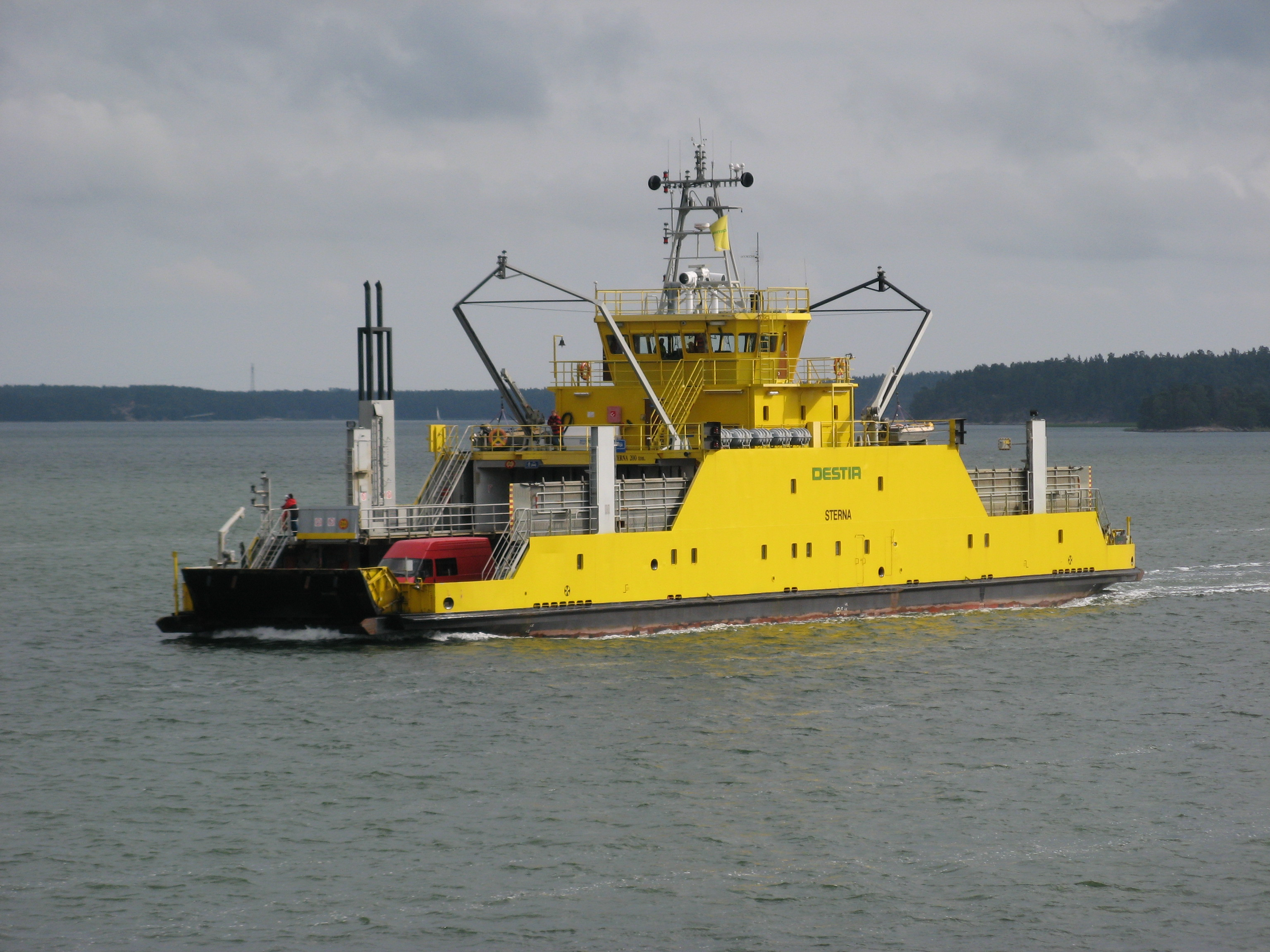
Bilfärjan Sterna